# Aedes bambiotai
Aedes bambiotai är en tvåvingeart som beskrevs av Geoffroy 1987. Aedes bambiotai ingår i släktet Aedes och familjen stickmyggor.
Artens utbredningsområde är Centralafrikanska republiken. Inga underarter finns listade i Catalogue of Life.